# Mỹ Hạnh Bắc
Mỹ Hạnh Bắc là một xã thuộc huyện Đức Hòa, tỉnh Long An, Việt Nam. Nơi đây hiện tọa lạc Khu du lịch Cát Tường Phú Sinh với chủ đề kỳ quan thế giới.

## Địa lý
Xã Mỹ Hạnh Bắc nằm ở phía đông huyện Đức Hòa, có vị trí địa lý:
- Phía đông giáp Thành phố Hồ Chí Minh
- Phía tây giáp xã Đức Hòa Thượng
- Phía nam giáp xã Mỹ Hạnh Nam
- Phía bắc giáp xã Đức Lập Hạ và Thành phố Hồ Chí Minh.

Xã có diện tích 31,72 km², dân số năm 1999 là 8.705 người, mật độ dân số đạt 274 người/km².

## Hành chính
Xã được chia thành 3 ấp: Tràm Lạc, Rừng Dầu, Rừng Sến.

## Lịch sử
Xã Mỹ Hạnh Bắc được thành lập vào ngày 24 tháng 3 năm 1979 từ một phần diện tích và dân số của xã Mỹ Hạnh cũ.